# Abraham Maslow
Abraham Harold Maslow (1. dubna 1908 Brooklyn, New York, USA – 8. června 1970 Menlo Park, Kalifornie, USA) byl americký psycholog, jeden ze zakladatelů humanistického proudu v psychologii, 10. nejcitovanější psycholog ve 20. století. Nejčastěji bývá uváděn jako autor Maslowovy pyramidy lidských potřeb.

## Život
Abraham se narodil jako nejstarší ze sedmi dětí. Jeho rodiče byli chudí židé z tehdejšího Ruského impéria, kteří emigrovali do USA, aby unikli carským perzekucím na počátku 20. století. Sami nebyli intelektuálně orientovaní, ale vzdělání přikládali význam. Maslow jako dítě zažíval v newyorském Brooklynu těžké časy, stal se terčem antisemitismu některých učitelů i dětí z okolí. Prožíval také komplikovaný vztah ke své matce, který přerostl do silného odporu. Kromě svého bratrance Willa měl málo přátel, a tak trávil mnoho času čtením.
Absolvoval City College a poté studoval psychologii na University of Wisconsin. V roce 1928 se oženil se svou sestřenicí Berthou, která v té době ještě studovala střední školu. Narodily se jim dvě děti. V letech 1951 až 1969 byl profesorem na Brandeis University v Massachusetts. Roku 1967 prodělal silný infarkt. O tři roky později, ve věku 62 let, dostal při běhání další infarkt, který se stal příčinou jeho smrti.

## Maslowova pyramida lidských potřeb
K nejvýznamnějším příspěvkům Abrahama Maslowa v psychologii patří hierarchie lidských potřeb, kterou obvykle zobrazoval jako pyramidu:
1. potřeba seberealizace (naplnit své možnosti růstu a rozvoje)
2. potřeba uznání, úcty (být vážený, mít úspěch v očích jiných lidí a na tomto základě být sám sebou kladně hodnocen)
3. potřeba lásky, sounáležitosti (vedou k touze někam a k někomu patřit, být přijímán a milován)
4. potřeba bezpečí, jistoty (projevuje se především vyhýbáním se všemu neznámému, neobvyklému či hrozivému)
5. fyziologické potřeby (potřeba potravy, tepla, vyměšování)

Nejzákladnější potřeby (fyziologická, bezpečí, sounáležitost a úcta) Maslow označuje jako potřeby nedostatkové (potřeby deficience), pátou kategorii (seberealizace) pak jako potřeby růstové. Obecně platí, že níže položené potřeby jsou významnější a jejich alespoň částečné uspokojení je podmínkou pro vznik méně naléhavých a vývojově vyšších potřeb. Toto však nelze říci zcela bezvýhradně a je doloženo, že uspokojování vyšších potřeb (estetických, duchovních) může napomoci v mezních situacích lidského života, ve kterých je možnost uspokojování nižších potřeb omezena (např. v prostředí koncentračních táborů, o čemž referovali mj. Viktor Frankl nebo Konrad Lorenz). Za nejvyšší považuje Maslow potřebu seberealizace, jíž označuje lidskou snahu naplnit své schopnosti a záměry.
Na konci svého života Maslow změnil své známé schéma hierarchie potřeb a na vrchol pyramidy namísto potřeby seberealizace umístil potřebu dosažení životního štěstí, uspokojení a přispění následující generaci, již nazval potřebou sebetranscendence.

## Dílo
- O psychologii bytí. Praha : Portál, 2014. ISBN 978-80-262-0618-7